# 어사대 (인천)
어사대(御射臺)는 인천광역시 계양구 인천부평초등학교에 있는 조선시대의 건축물이다. 1990년 11월 9일 인천광역시의 문화재자료 제3호로 지정되었다.

## 개요
조선시대 정조(재위 1776∼1800)가 아버지인 사도세자의 능에 참배하러 가는 도중에 잠시 들러 휴식하던 곳으로 욕은지(浴恩池)와 함께 자리잡고 있다.
원래 욕은지는 다른 곳에 있었는데, 고종 24년(1887)에 수리하면서　이곳으로 옮겨 왔다고 한다.
정조는 활쏘기를 즐겨 신하들에게도 활을 쏘게 하였다는데, 어사대에서 활을 쏘고 욕은지에서 손을 씻었다는 이야기가 전한다.

## 같이 보기
- 욕은지

## 참고 자료
- 어사대 - 국가유산청 국가유산포털